# Скрябин (группа)
«Скрябин» (укр. «Скрябін») — музыкальный проект украинского музыканта Андрея Кузьменко. Группа была основана в 1989 году и первоначально состояла из четырёх участников. На протяжении всего творчества коллектив претерпел значительные изменения — от электронной альтернативы и дарквейва к поп-року.

## Предыстория (1986—1989)
Группа возникла в городе Новояворовске Львовской области на обломках ряда местных рок-групп, объединявшихся вокруг студии «Sпаты» (Студия Патологической Тишины). За три года до этого, в 1986 году Андрей Кузьменко знакомится с Владимиром Шкондой. У них обоих были общие музыкальные вкусы. Сначала они слушали музыку, но позже решили её сами и играть. Кузьменко играл на пианино, а Владимир был гитаристом.
В 1987 Андрей Кузьменко записывает такие песни, как песни «І talk to you», «Brother», «Lucky Now» (в ней подпевает троюродный брат Андрея Кузьменко). Андрей играет в группе Ланцюгова реакція выступая на школьной дискотеке.
В 1988 в Новояворовске появляется группа Наша Кантора которая основывает студию «Sпати», куда вступают Андрей Кузьменко и Игорь Яцышин (который позже погибает от рук пьяного отчима). Тогда Андрей играл танцевальную музыку. В это же время Андрей принимает участие в таких группах как Асоціація Джентельменів, Уко, Труна, Death Time Boys, Реанімація. Также у Андрея Кузьменко были собственные сольные проекты. В тот период были записаны такие песни «Душа і Плоть», «Love Me To Death», «Ліза (Олля)», «Texas Song». Вскоре все вышеперечисленные команды распадаются и ряд их бывших участников образуют первый состав будущего «Скрябина» — Андрей «Кузьма» Кузьменко (вокал, тексты, музыка), Ростислав «Рой» Домишевский (бас-гитара, тексты, музыка), Сергей «Шура» Гера (клавишные), Игорь Яцышин (ударные) и Александр «Скряба» Скрябин (звукорежиссура).

## Начало (1989—1991)
Точкой отсчёта для группы стало принятое 29 июня 1989 года совместное решение участников группы записать композицию «Feel the Pain» и её украиноязычный вариант — «Чуєш біль». Вслед за этим началась запись новых песен, которые вошли в ныне утраченный бобинный альбом «Чуєш біль» (по воспоминаниям участников коллектива — одна половина этих песен была записана на английском, а другая половина — на украинском), и был снят дебютный клип на одноимённую песню. Автор клипа — Владимир Зайковский в дальнейшем много и плодотворно сотрудничал с группой «Скрябин» вплоть до начала 2000-х.
Вскоре после записи альбома Роя забирают в армию, а 6 июня, когда Зайковский решил отправить клип группы на некий авангардный фестиваль в Москву, было решено назвать не имевшую ещё названия группу — «Скрябин». Название это не имеет ничего общего с русским композитором и создателем светомузыки Александром Скрябиным — оно было взято в честь вышеупомянутого звукорежиссёра группы, который приходился этому композитору полным тёзкой и взято было в шутку, когда того не было в момент обсуждения названия группы.
Спустя два года в 1991 году группа под названием Андрій Кілл и в несколько видоизменённом составе — Кузьма, Шура, Скряба и Андрей «Кьюр» Штурма выступает на третьем фестивале украинской песни Червона рута, и, несмотря на крайне непрофессиональное и хаотичное исполнение своих песен («Оля», «Самотній в’язень», «На даху добре»), занимают третье место в жанре поп-музыка. После этого выступления группа подписывает контракт со львовской «Студией Льва» (Студія Лева) и записывают там вышедший в 1992 году дебютный магнитоальбом «Мова риб», распространённый во многом благодаря другу группы — Виталию «Барду» Бардецкому. В этом альбоме окончательно определилось звучание «Скрябина», со временем ставшая визитной карточкой группы — смесь холодного постпанка и синти-попа с элементами хип-хопа и техно, а также по большей части меланхолическими или напротив ироничными текстами, которые теперь были полностью на украинском языке. В том же 1991 году «Скрябин» даёт первый концерт в военной части. По воспоминаниям Шуры, публика, состоявшая из солдат, не обращала внимания на группу, так как те «постоянно кричали и подбрасывали шапки вверх».

## Первые попытки пробиться на большую сцену (1992—1994)
В 1992 году группа покидает «Студию Льва» и переходит на работу в первое на Украине продюсерское агентство Ростислав-шоу, под руководством Ростислава Штыня. Получив в бесплатную аренду хорошие на тот момент музыкальные инструменты и получив первую в жизни стабильную зарплату, музыканты записывают первый серьёзный музыкальный материал группы — альбом «Технофайт». Во многом этот альбом продолжает линию начатую в «Мове Риб», однако на этот раз треков там становится больше и музыка коллектива становится также более танцевальной. С материалом из этого альбома музыканты дают мини-тур с «живым» звуком.
Однако вскоре Ростислав-шоу перестаёт существовать и «Технофайт» так и не выходит в свет, распространяясь лишь в сети Интернет среди поклонников группы в «сыром» виде, а отдельные треки из альбома вошли в последующие альбомы группы в сильно переработанном виде. Разочарованная этими событиями группа записывает последнюю песню для альбома — «Нікому то не треба», которая характеризовала настроение группы в тот момент, и в 1993 году прекращает свою деятельность.
Кузьма и Шура продолжили учёбу, а Рой уехал на заработки в Москву. Тем не менее, с помощью Барда группа в составе Кузьмы и Шуры путешествует в Германию, где играет в ночных клубах свои песни, а также знакомится с популярной на тот момент группой Camouflage, лидер которой Хайко Майле подарил группе синтезатор Akai, ставший первым собственным инструментом группы. Параллельно с основной деятельностью под влиянием растущей рейв-сцены Кузьма и Шура начинают на своих выступлениях экспериментировать с диджейским оборудованием в результате чего появляется на свет сайд-проект Молотов-20 (или Molotov-Zwanzig).

## Успех (1995—1997)
Период полураспада и музыкальных поисков заканчивается, когда в 1994 году Тарас «Тэри» Гавриляк, в прошлом работавший в Ростислав-шоу, предлагает группе сотрудничество. Используя свои связи и залезая в долги, Тэри вывозит «Скрябин» в Киев, где записывает с ними на протяжении семи ночей новый альбом «Скрябина» «Птахи», вышедший в свет в 1995 году. Этот альбом отличался от прежних работ группы большей танцевальностью и принёс группе долгожданный успех. Песни с него появлялись в различных хит-парадах, а группа успела за весь 1995 год принять участие во множестве различных фестивалей и акций. Кроме того, альбом «Птахи» стал первым в дискографии группы, вышедшим на компакт-дисках.
Окрылённые успехом в 1996 году музыканты подписывают контракт на один год со студией Nova и приступают к записи нового альбома «Казки». На этом альбоме, где группа вновь вернулась к привычному для себя, но более улучшенному синти-поповому звучанию, помимо основных музыкантов группы — Кузьмы и Шуры, принимают участие музыканты из дружественных и не менее известных украинских групп (так гитарные партии на альбоме были исполнены Олегом Лапоноговым из группы «Табула Раса»).
Параллельно с записью «Казок» идёт работа над перезаписью дебютного альбома группы «Мова Риб», куда помимо заново записанных треков из оригинального альбома, вошли также и заново записанные треки из альбома «Технофайт», и в обоих случаях было сохранено оригинальное звучание. И, несмотря на отсутствие какой-либо рекламы у этого альбома, он пользовался у фанатов значительно большей популярностью, чем широко разрекламированные «Казки».
На 1996-1997 годы приходится пик популярности группы. Клипы «Скрябина» — «Train» и «Той прикрий світ» — занимают первые места в популярном украинском хит-параде «Территория А», всё лето 1996 года группа выступает на разогреве у популярной в то время на Украине певицы Ирины Билык, а Кузьма некоторое время ведёт на канале УТ-2 музыкальную передачу под названием «Бомба».
В 1996 году Тэри прекращает сотрудничество с коллективом, продолжая при этом работать с сайд-проектом участников группы — Molotov-20, а также с группой «Табула Раса».

## «Золотая эра» «Скрябина»(1997—2000)
В это же время, когда начинается работа над «Казками», из Москвы возвращается бывший музыкант группы — Рой, и сразу же начинает активно участвовать в жизни группы. Он вновь становится бас-гитаристом «Скрябина» и одновременно его же продюсером, менеджером и пресс-атташе. В новом 1997 году музыканты продлевают контракт с Nova и выпускают «Мову Риб» и «Казки». С этого момента у группы начинается своеобразная «золотая эра».
Вокруг «Казок» возникает ажиотаж, а группа приобретает новый имидж. 4 июня открывается официальная страничка группы в интернете, а весной группа очень много выступает. Но самым знаменательным событием 1997 года для группы становится первый сольный концерт «Скрябина», состоявшийся 23 мая в ДК Киевского Института Инженеров Гражданской Авиации при поддержке компании Dines Trade. Группа продолжает получать награды теперь уже главным образом как 'лучшая альтернативная группа', а кроме того группа начинает сотрудничать с Партией Зелёных, с помощью которой в 1998 им удаётся организовать съезд представителей едва ли не всех украинских фан-клубов и провести так называемый «зелёный тур», в котором помимо самого «Скрябина» приняла участие и набирающая в то время популярность певица Юлия Лорд, с которой музыканты записывают композицию «Брудна як ангел».
После тура в свет выходит альбом ремиксов на различные композиции группы — «Танець пінгвіна», он же шестой оригинальный. 23 августа того же года выходит новая версия альбома «Технофайт» — «Технофайт-99», куда помимо перезаписанных вещей сильно отличающихся от оригинала 1993 года вошли две новые песни — «Всі такі примітивні» и «Фільм скоро буде».
А 15 февраля 1999 года выходит в свет новый альбом группы — «Хробак», который получился наиболее мрачным и депрессивным из альбомов группы. Планировалось также, что в комплекте с этим альбомом будет выпущен фильм, состоящий из клипов ко всем песням из этого альбома, однако по ряду непонятных причин отснятые старым другом группы и её постоянным клипмейкером Владимиром Зайковским плёнки так и не увидели свет, тем не менее фрагменты из незавершённого фильма можно найти в интернете.
Одновременно с «Хробаком» музыканты «Скрябина» участвуют в сайд-проекте Андрея Пидлужного (лидер группы Нічлава) под названием «Еутерпа», аккомпанируют Тарасу Чубаю (лидер группы Плач Єремії) на записи альбома песен бойцов ОУН-УПА «Наші партизани» и работают над материалом для альбома «Стриптиз».

## Дальнейшее развитие (2000—2015)

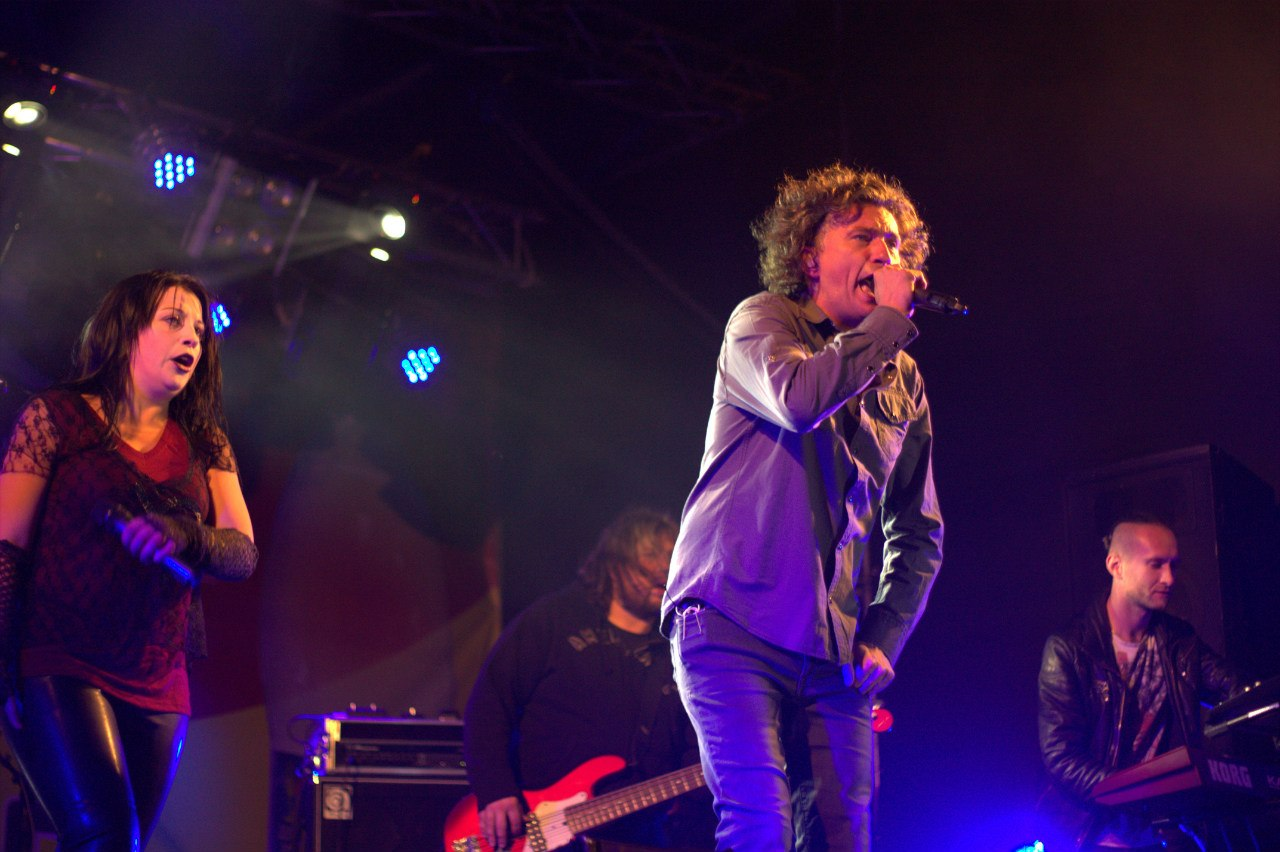
«Скрябин» на концерте в Мелитополе 2014

Летом 2000 года после записи «Стриптиза» музыканты поссорились между собой. По этой причине прошли слухи о том, что группа распадается. Однако вскоре музыканты пришли к компромиссу, и Рой согласился не участвовать с группой в концертах, оставаясь при этом её директором. Кузьма, Шура и сессионные музыканты записали альбом «Модна країна», который вызвал неоднозначную реакцию у поклонников группы — на нём группа полностью отказалась от своего фирменного электронного звучания и сменила свой музыкальный стиль с синти-попа на поп-рок, в текстах же появился цинизм и временами глумливый юмор. Это звучание стало фирменным знаком «Скрябина» 2000-х годов.
В 2001 году «Скрябин» после многочисленных отказов от ряда украинских звукозаписывающих компаний выпустил собственными силами альбом «Стриптиз». В этом альбоме, ещё более мрачном и тяжёлом, чем «Хробак», окончательно был завершён электронный период «Скрябина».
В 2002 году «Скрябин» нашёл покровителей в лице предвыборного блока Команда озимого поколения и записал альбом «Озимые люди», в ноябре года на лейбле Атлантик вышла дополненная версия альбома «Стриптиз» — «Стриптиз+». Домишевский окончательно покинул группу и начал сотрудничать с Юлией Лорд, своей будущей женой, а вскоре окончательно оставил музыку, предпочтя ей работу на телевидении.
В 2003 году, накануне выхода в свет нового альбома группы «Натура», окончательно покинул проект и другой ветеран коллектива — Шура. После он играл в группе Друга Ріка, с 2005 года параллельно участвовал в проекте Dazzle Dreams.

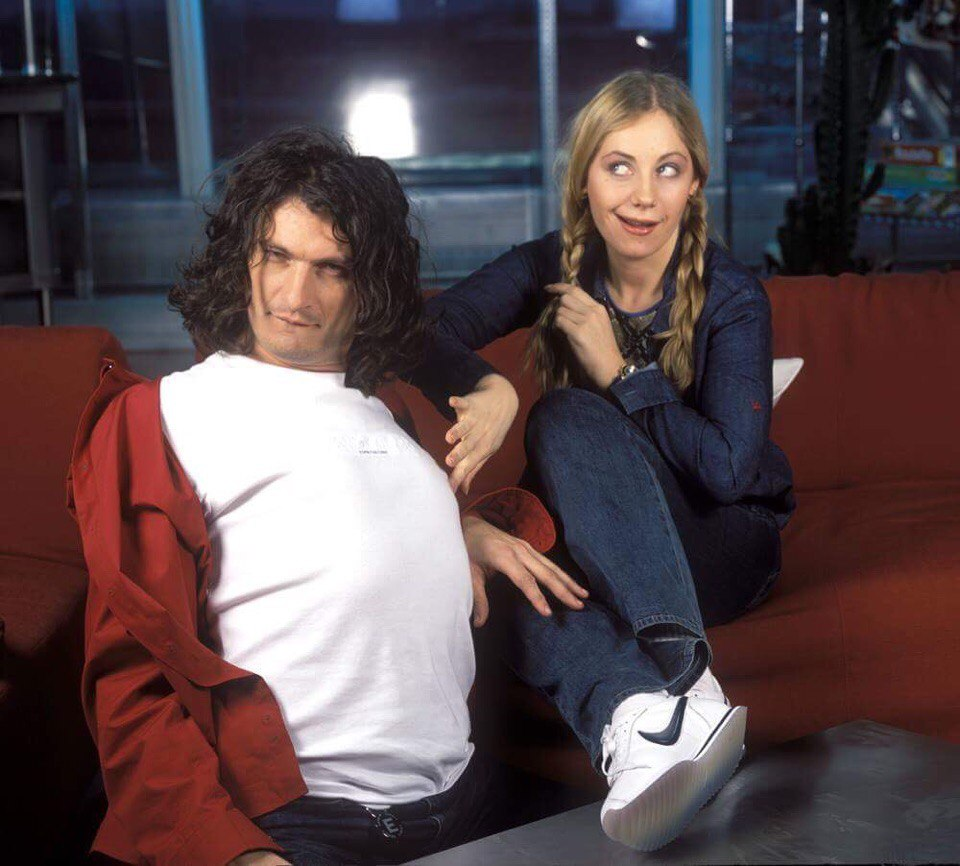
Кузьма Скрябин и Слава Фролова 1 мая 2003

Кузьменко стал единственным ветераном и лидером группы, он набрал новый состав в лице Алексея «Звали» Зволинского (гитара), Сергея Присяжного (гитара), Александра Мельника (бас-гитара), Александра Стрилковского (клавиши), Владимира «Ивнинга» Иваненко (ударные).
В 2005 году вышел успешный альбом «Танго». Окончательно утвердился новый состав — Кузьменко (вокал), Алексей Зволинский (гитара), Константин Сухоносов (клавишные), Константин Глитин (бас-гитара), Алёна Розумная (бэк-вокал), Вадим Колисниченко (ударные).
В таком составе группа записала новый альбом — «Гламур», который вышел 14 сентября 2006 года и был продан количеством в 70000 копий.
20 мая 2007 года был создан новый официальный сайт группы, 27 июля выходит альбом лучших песен «Скрябина», переработанных в латиноамериканском стиле «Скрябінос Мучачос».
На осень 2007 года было запланировано турне по городам Украины в поддержку нового альбома «Про любов?», которое не состоялось. Сам альбом вышел 22 ноября, Кузьменко начинает готовить материалы для своего сольного проекта, в котором он вернулся к некогда принёсшему популярность «Скрябину» синти-поповому звучанию.
В январе 2008 года Алёна Разумная покинула группу в надежде создать собственный проект.
В начале 2009 года «Скрябин» начал новый альбом — «Скрябін-20», позднее названный «Моя еволюція», который вышел к 20-летию основания группы. В честь этого события, а также в поддержку альбома был организован концертный тур по городам Украины. Параллельно с этим альбомом шла работа над сольным альбомом Кузьменко, который по его замыслу должен был выйти параллельно с «Моєю еволюцією» и должен был напоминать старое творчество группы, однако вскоре работа над ним была остановлена.
В 2010 году вышел концертный альбом Андріївський Unplugged, записанный на студии радиостанции Львівська хвиля.
В 2011 году группа дала концерт в России, который прошёл 21 мая в Санкт-Петербурге. В сентябре 2011 года у группы вышел клип в двух версиях (цензурная и нецензурная) на песню «Маршрутка». В съёмках клипа приняли участие солистки группы «Пающие трусы» и «DZIDZIO».
24 сентября 2011 года «Скрябин» выступил на готическом фестивале «Дети Ночи: Чорна Рада» с ретро-программой. Группа исполнила 8 старых песен.
В апреле 2012 года вышел новый альбом «Радио любовь», в который вошли 10 композиций. Также было выпущено ограниченное специальное издание альбома, в которое вошли ещё 7 бонус-треков, а также отснятые видео на песни «Говорили и курили», «Места счастливых людей» и «Мам». Тогда же выходит сольный проект Кузьмы под названием «Злой рэпер Зеник», который распространялся бесплатно через Интернет.
5 июля 2013 года в Киеве в Зелёном театре состоялась премьера нового альбома группы «Скрябин» под названием «Добряк».
4 апреля 2014 года в киевском клубе Stereo Plaza состоялся сольный концерт группы, с презентацией своего нового альбома «25», открыв старт большому гастрольному турне музыкантов по Украине.

## Гибель Андрея Кузьменко
2 февраля 2015 года в дорожно-транспортном происшествии вблизи села Лозоватка Криворожского района Днепропетровской области погиб лидер группы — Андрей Кузьменко. 4 февраля 2015 в Преображенской церкви во Львове состоялась церемония прощания. Похоронен 5 февраля на Брюховецком кладбище вблизи Львова.
20 мая 2015 года в Киеве состоялся концерт-трибьют, посвящённый памяти Кузьменко. Песни группы вместе с музыкантами «Скрябина» исполнили представители шоу-бизнеса Украины.
11 июля 2015 года на месте гибели Кузьменко был установлен памятный знак.
В 2015 году группа под названием «Скрябін та друзі» («Скрябин и друзья») с вокалистом Евгением Толочным в городах Украины проводила концерты памяти под названием «Теплий тур» («Тёплый тур»).
Мать Андрея, которой он незадолго до смерти посвятил песню «Мам», Ольга Кузьменко,  написала о сыне три книги «Моя дорогая птица. Мамина книга», «Группа «Скрябин» и друзья по сцене», «Колыбельная для Андрюши». 23 сентября 2023, на 77-м году жизни Ольга Михайловна ушла из жизни.

## Состав

### Нынешний
- Алексей Зволинский[укр.] — гитара (с 1999)[10]
- Вадим Колисниченко[укр.] — барабаны (с 2004)
- Константин Сухоносов[укр.] — клавиши (с 2004)
- Константин Глитин[укр.] — бас-гитара (с 2004)
- Ольга Лизгунова — бэк-вокал (с 2009)

### Прежние участники
- Андрей Кузьменко — вокал, клавиши (1989—2015)
- Сергей Гера[укр.] — клавиши (1989—2003)
- Ростислав Домишевский[укр.] — бас-гитара (1989—1998), гитара (1998—2000), директор группы (2000—2002)
- Игорь Яцишин — барабаны (1989—1990)
- Андрей Штурма — гитара (1991)
- Александр Скрябин — звукорежиссура (1989—1995)
- Владимир Паршенко — барабаны (2000—2004)
- Александр Мельник — бас-гитара (2001—2004)
- Андрей Пидлужный[укр.] — бэк-вокал (2002—2004)
- Алёна Розумная[укр.] — бэк-вокал (2005—2008)

В концертной деятельности принимали участие:
- Сергей Присяжный — ритм-гитара (2003)
- Александр Стрелковский — клавиши (2003—2004)

## Дискография
- 1989 — Чуєш біль (не сохранился)
- 1992 — Мова риб (переиздан в 1997 году)
- 1993 — Технофайт (перезаписан в 1999 году)
- 1995 — Птахи
- 1997 — Казки
- 1998 — Танець пінгвіна
- 1999 — Хробак
- 2000 — Модна країна
- 2001 — Стриптиз
- 2002 — Озимые люди (Озимi люди)
- 2003 — Натура
- 2005 — Танго
- 2006 — Гламур
- 2007 — Про любов?
- 2009 — Моя еволюція
- 2012 — Радіо Любов
- 2013 — Добряк
- 2014 — 25

### Сборники
- 2015 — Кінець фільму[укр.] [11]

## Видеоклипы
- Чуєш біль (1989)
- Вошо (1990)
- Коридор хористів (1990)
- Одинокий в’язень (1991)
- Train (1993 — ч/б версия; 1995 — цветная версия)
- В очах (1995)
- Мудрий, бо німий (1995, концертный клип)
- Той прикрий світ (1996)
- Казка (1997)
- Танець пінгвіна (1998)
- Фото (Брудна як ангел) (1998, в дуэте с Юлией Лорд)
- Клей (1999)
- Бультер'єр (2000)
- Чорнобиль форева (2000)
- Модна країна (2000, впервые опубликован в 2005 году)
- Негри люблять молоко (2001)
- Зламані крила (2001)
- Любити-платити (2002)
- Герой (2002)
- Усталі (2002)
- Party на хаті (2002)
- Шукав свій дім (2002)
- Мовчати (2003, в дуэте с Ириной Билык)
- Червоні колготки (2003)
- Наш останній танець (2003)
- Спи собі сама (2004)
- Я сховаю тебе (2004)
- Люди, як кораблі (2005)
- Ти мені не даєш (2005, дуэт с Наталией Могилевской)
- Старі фотографії (2005)
- Падай (2006)
- Кольорова (2006)
- Гламур (2007, клип сделан из фрагментов выпуска программы «Шанс» от 1 апреля 2007 года)
- Хлопці-олігархи (2007)
- Якщо ти зрадиш, кохана (2008, запрещён спустя два месяца после выхода в эфир)
- Шмата (2008, в дуэте с группой XS)
- Тепла зима (2008)
- Кинули (2009)
- Випускний (2009)
- Пусти мене (2009)
- Еволюція (2010, не вышел на экраны)
- Квінти (2010)
- Джаламбай (2010)
- Я не тримаю зла (2010)
- Говорили і курили (2011)
- Маршрутка (2011)
- Місця щасливих людей (2011)
- Мам (2012)
- Дівчина з кафешки (2012)
- Добряк (2012)
- Остання сигарета (2013)
- Лист до друга (2013)
- Порш пана мера (2013)
- Не будь рагульом, не пий за рульом (2014)
- Дельфіни (2015, последний клип группы, который был снят при жизни Кузьмы; всеукраинская премьера состоялась сразу после гибели музыканта)